# Graptomyza subflavonotata
Graptomyza subflavonotata är en tvåvingeart som beskrevs av Mutin 1983. Graptomyza subflavonotata ingår i släktet Graptomyza och familjen blomflugor. Inga underarter finns listade i Catalogue of Life.